# Route européenne 66
Pour les articles homonymes, voir E66 et Route 66 (homonymie).
La route européenne 66 (E66) est un itinéraire du réseau routier européen reliant Fortezza à Székesfehérvár en passant par Brunico, Lienz, Spittal an der Drau, Villach, Klagenfurt, Graz, Fürstenfeld et Veszprém. Cet itinéraire traverse trois pays, l'Italie, l'Autriche et la Hongrie. 

## Itinéraire

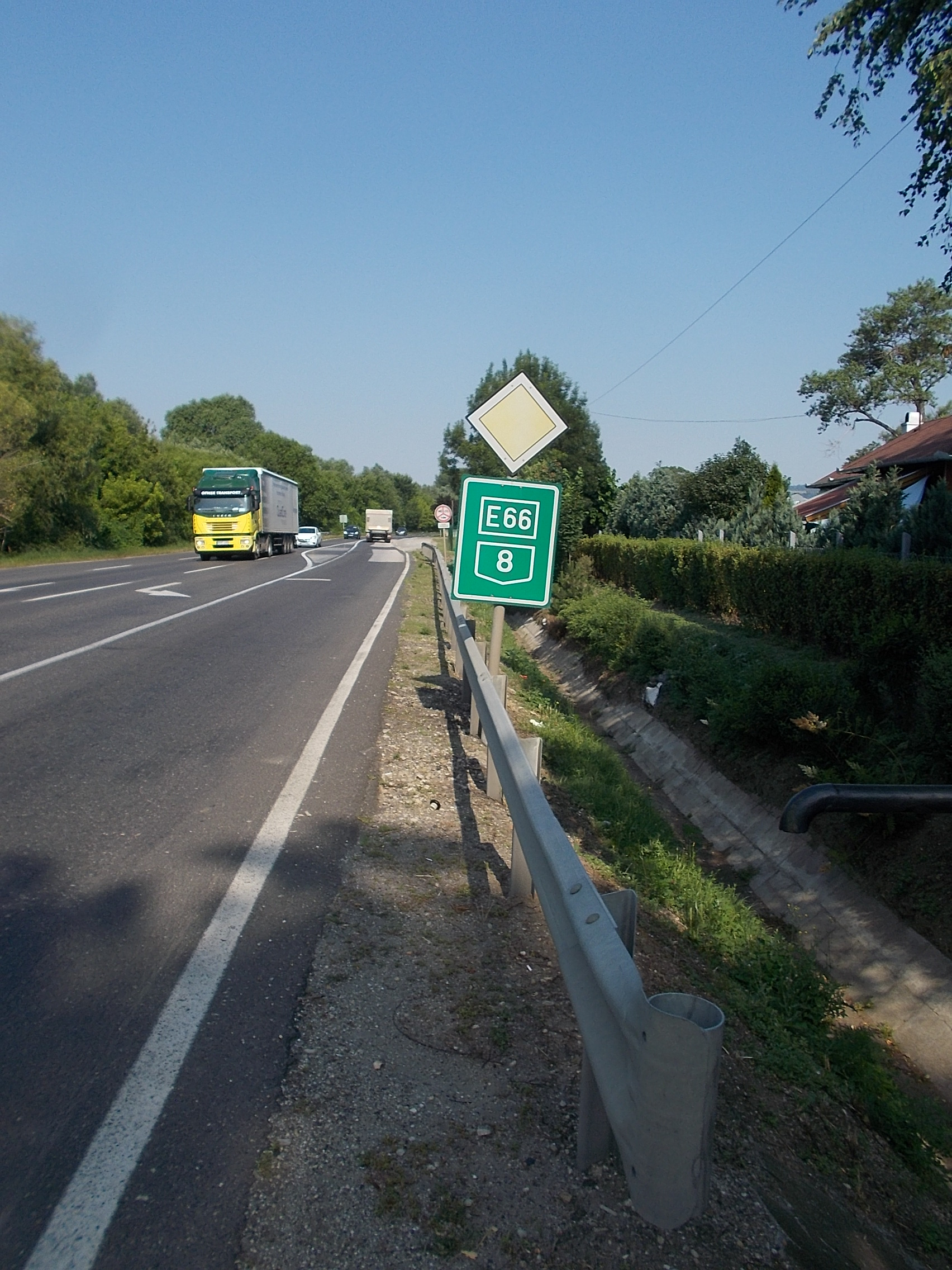
L'E66 à Devecser en Hongrie.

L'itinéraire débute à Fortezza près de Bressanone dans la province autonome de Bolzano (le Tyrol du Sud), à proximité d'un embranchement sur l'autoroute A22 au col du Brenner et la route européenne 45. L'E66 emprunte ensuite la route nationale 49 vers l'est, à travers le val Pusteria, jusqu'à la frontière autrichienne. 
À Sillian, la route devient la Drautalstraße (B100) suivant le cours de la Drave via Lienz, la capitale du Tyrol oriental, vers la Carinthie. À Spittal, l'E66 emprunte l'autoroute A10 (Tauern Autobahn) vers le sud-est jusqu'à Villach. La route suit alors l'autoroute A2 (Süd Autobahn), elle côtoie la rive septentrionale du lac Wörthersee en direction de Klagenfurt et de Graz en Styrie. À Fürstenfeld, l'E66 quitte l'autoroute A2 pour prendre la Fürstenfelder Straße (B319) et la Gleisdorfer Straße (B65) à Heiligenkreuz dans le Burgenland et la frontière hongroise. L'A2 et le passage frontalier sera relié par une nouvelle Bundesstraße S actuellement en construction.
En Hongrie, la route continue sur la route principale 8 (8-es főút), l'autoroute future M8, via Körmend et Veszprém à Székesfehérvár. On a proposé d'étendre l'E66 de Székesfehérvár jusqu'à Szolnok et la route européenne 60.